# Jaskinia w Ociemnem
Jaskinia w Ociemnem – najdłuższa jaskinia polskich Pienin. Wejście do niej znajduje się w dolinie Pod Ociemne w Pieninkach, na wysokości 590 m n.p.m.n. Długość jaskini wynosi 206 metrów, a jej deniwelacja 48 metrów. Znajduje się na obszarze Pienińskiego Parku Narodowego, poza szlakami turystycznymi. Dla turystów jest niedostępna, na mapach z reguły nie jest też zaznaczana.

## Opis jaskini
Jaskinia zaliczana jest do tzw. jaskiń szparowych, a powstała w wyniku ruchów masowych. Stanowi ją idący w dół, szczelinowy korytarz z zaklinowanymi w nim głazami, które dzielą go pod koniec na kilka pięter. Korytarz zaczyna się w niewielkim, szczelinowym otworze wejściowym, a kończy szczeliną nie do przejścia. W korytarzu na głębokości 15 metrów znajduje się 7-metrowy próg.

## Przyroda
W jaskini występują nacieki z mleka wapiennego i jest ona największym w polskich Pieninach zimowiskiem nietoperzy. Ściany są wilgotne, brak jest na nich roślinności.

## Historia odkryć
Jaskinia odkryta została przypadkowo w 1976 przez Andrzeja i Zygmunta Białków, którzy brali udział w milicyjnej akcji poszukiwania łupów ukrytych przez złodziejską szajkę.